# Свети Антоний (Мелник)
Вижте пояснителната страница за други значения на Свети Антоний.
„Свети Антоний Велики“ е възрожденска църква в град Мелник, България, част от Неврокопската епархия на Българската православна църква. Обявена е за паметник на културата с национално значение, като част от културно-исторически резерват „Мелник“.

## История
Построена е в 1869 година според надпис, разположен над западната ѝ врата. Вероятно е изградена върху основите на по-стар храм.
Ктиторският надпис, изписан на южната стена на наоса, гласи:
| „ | † Ο ΠΑΡΩΝ ΙΕΡΟC ΝΑΟC ΕΠ ΟΝΟΜΑΤΙ ΤΟΥ ΟCΙΟΥ ΠΑΤΡΟC ΗΜΩΝ ΑΝΤΩΝΙΟΥ ΤΟΥ ΜΕΓΑΛΟΥ ΑΝΩΚΟΔΟΜΗΘΗ ΕΚ ΒΑΘΡΩΝ Κ(ΑΙ) ΕΖΩΓΡΑΦΗΘΗ ΔΑΠΑΝΗ ΜΕΝ ΤΩΝ ΚΥΡΙΩΝ ΙΩΑΝΝΟΥ ΑΛΕΞΙΟΥ ΤΖΙΕΡΗ Κ(ΑΙ) ΠΑΝΑΓΙΩΤΟΥ Θ. ΚΑΡΑΤΖΑ Κ(ΑΙ) ΛΟΙΠΩΝ ΦΙΛΟΧΡΙCΤΩΝ. ΕΠΙCΤΑΣΙΑ ΔΕ ΤΟΥ ΤΙΜΙΩΤΑΤΟΥ ΚΥΡΙΟΥ ΖΗCΟΥ ΤΡΥΦΩΝΟΣ ΕΝ ΕΤΕΙ 1881. Ιανουαρ(ίου) 10 χείρ λαζάρου Π(ετρα)κ(ίδη) αγιογράφου. | “ |

Църквата е сред петте храма, които оцеляват при изгарянето на Мелник в 1913 година заедно със „Свети Николай“, „Свети Йоан Предтеча“, „Св. св. Петър и Павел“ и „Света Варвара“.

## Архитектура
В архитектурно отношение църквата е еднокорабна и едноапсидна с размери 13,9 х 6,1 м, с женско отделение в западната част.

## Интериор
Интериорът – рисуван таван, мебели, иконостас, полилей и свещници, е типичен за Мелнишката художествена школа. Според обстойния дарителски надпис интериорът ѝ е обзаведен и украсен през 1881 година. Изписването на църквата е дело на мелнишкия зограф Лазар Петракидис и негови помощници. От стенописите само изображението „Богородица Ширшая небес“ в апсидата е създадено съгласно православния канон. По останалите стени са изобразени драперии, цветя и дори натюрморт. Стенописите отразяват периода на раждането на светската живопис в лоното на църковната. Рисуваният дървен иконостас с царските му двери е ценно произведение на изкуството. Върху подиконните табла има букети с цветя и плодове. Иконите са на Лазар Аргиров и негови помощници. На Аргиров са храмовата икона на проскинитария, няколко царски икони и изображението на Свети Антоний от празничния ред. Иконите „Матер Божия“ и „Света Богородица Честнейшую Херувим“ са от XVIII век. На рисувания касетиран таван е изобразен Христос Вседържител върху платно в централен медальон. Балконът също е изписан, както и колонадата.
Икона на Свети Атанасий Атонски със сцени от живота му и светци е датирана 1757 година и има надпис „† CΑΒΒΑ ΤΟΥ Θ(ΕΟ)Υ ΤΟΥ / ΛΑΥΡΑC ΑΦΙΕΡΟCΗC / ΔΕΗCΗC ΠΡΟΗΓΟΥΜ(ΕΝΟΥ) / Κ(ΑΙ) ΔΑΠΑΝΥ ΑΥΤΟΥ / ΤΟ ΕΤΥ αψνζ : (=1757) / [η αυγου]στου μη[νί]“.
Вярва се, че в църквата намират чудотворно изцеление душевноболни хора. И до днес тук е запазена желязна верига за която някога са връзвали онези от болните, които буйствали.